# Bistum Toowoomba
Das Bistum Toowoomba (lateinisch Dioecesis Tuumbana, englisch Diocese of Toowoomba) ist eine in Australien gelegene Diözese der römisch-katholischen Kirche mit Sitz in Toowoomba, Queensland. Es umfasst den südwestlichen Teil von Queensland.

## Geschichte
Papst Pius XI. gründete das Bistum mit der Apostolischen Konstitution Christiano nomini am 28. Mai 1929 aus Gebietsabtretungen des Erzbistums Brisbane, dem es auch als Suffragandiözese unterstellt wurde.

## Bischöfe von Toowoomba
- James Byrne, 28. Mai 1929 – 11. Februar 1938
- Joseph Basil Roper, 13. Juli 1938 – 14. Oktober 1952
- William Joseph Brennan, 7. August 1953 – 11. September 1975
- Edward Francis Kelly MSC, 19. Dezember 1975 – 20. November 1992
- William Martin Morris, 20. November 1992 – 2. Mai 2011
- Robert McGuckin, 14. Mai 2012 – 24. Mai 2023
- Kenneth Michael Howell, seit 24. Mai 2023

## Statistik
| Jahr | Bevölkerung | Bevölkerung | Bevölkerung | Priester   | Priester           | Priester         | Priester               | Ständige Diakone | Ordensleute | Ordensleute | Pfarreien |
| Jahr | Katholiken  | Einwohner   | %           | Gesamtzahl | Diözesan- priester | Ordens- priester | Katholiken je Priester | Ständige Diakone | männlich    | weiblich    | Pfarreien |
| ---- | ----------- | ----------- | ----------- | ---------- | ------------------ | ---------------- | ---------------------- | ---------------- | ----------- | ----------- | --------- |
| 1950 | 32.000      | 125.000     | 25,6        | 69         | 54                 | 15               | 463                    |                  | 27          | 195         | 27        |
| 1964 | 47.900      | 162.493     | 29,5        | 94         | 71                 | 23               | 509                    |                  | 61          | 237         | 37        |
| 1968 | 48.200      | 194.000     | 24,8        | 84         | 66                 | 18               | 573                    |                  | 54          | 228         | 37        |
| 1980 | 54.271      | 206.655     | 26,3        | 77         | 66                 | 11               | 704                    |                  | 37          | 167         | 38        |
| 1990 | 59.953      | 218.447     | 27,4        | 71         | 55                 | 16               | 844                    |                  | 36          | 96          | 35        |
| 1999 | 59.458      | 222.417     | 26,7        | 57         | 46                 | 11               | 1043                   |                  | 21          | 68          | 35        |
| 2000 | 61.272      | 232.601     | 26,3        | 55         | 46                 | 9                | 1114                   |                  | 18          | 56          | 35        |
| 2001 | 61.573      | 230.716     | 26,7        | 55         | 45                 | 10               | 1119                   |                  | 19          | 64          | 35        |
| 2002 | 61.209      | 232.979     | 26,3        | 52         | 42                 | 10               | 1177                   |                  | 16          | 56          | 35        |
| 2003 | 62.852      | 239.095     | 26,3        | 49         | 41                 | 8                | 1282                   |                  | 16          | 58          | 35        |
| 2004 | 65.912      | 232.900     | 28,3        | 50         | 42                 | 8                | 1318                   |                  | 15          | 58          | 35        |
| 2010 | 76.000      | 272.000     | 27,9        | 45         | 38                 | 7                | 1688                   |                  | 9           | 52          | 35        |
| 2014 | 67.500      | 264.800     | 25,5        | 40         | 35                 | 5                | 1687                   |                  | 5           | 47          | 35        |
| 2020 | 67.300      | 280.600     | 24,0        | 28         | 37                 | 9                | 1818                   |                  | 9           | 23          | 37        |